# Facetocochlea
Facetocochlea es un género de foraminífero bentónico de la Familia Pseudoparrellidae, de la Superfamilia Discorbinelloidea, del Suborden Rotaliina y del Orden Rotaliida. Su especie-tipo es Pulvinulinella parva. Su rango cronoestratigráfico abarca el Holoceno.

## Clasificación
Facetocochlea incluye a las siguientes especies:
- Facetocochlea parva
- Facetocochlea pulchra